# Uredo polygalae
Uredo polygalae är en svampart som beskrevs av Kalchbr. 1882. Uredo polygalae ingår i släktet Uredo, ordningen Pucciniales, klassen Pucciniomycetes, divisionen basidiesvampar och riket svampar. Inga underarter finns listade i Catalogue of Life.